# Strażnica KOP „Wielka Bałwań”
Strażnica KOP „Wielka Bałwań” – zasadnicza jednostka organizacyjna Korpusu Ochrony Pogranicza pełniąca służbę ochronną na granicy polsko-sowieckiej.

## Formowanie i zmiany organizacyjne
W 1924 w składzie 2 Brygady Ochrony Pogranicza, został sformowany 9 batalion graniczny. W 1928 w skład batalionu wchodziło 13 strażnic. 82 strażnica KOP „Wielka Bałwań”  w latach 1928–1939 znajdowała się w strukturze 1 kompanii KOP „Lubieniec”  batalionu KOP „Kleck”. Strażnica liczyła około 18 żołnierzy i rozmieszczona była przy linii granicznej z zadaniem bezpośredniej ochrony granicy państwowej.
W 1932 obsada strażnicy zakwaterowana była w budynku KOP. Strażnicę z macierzystą kompanią łączyła droga polna długości 4,5 km.

## Służba graniczna

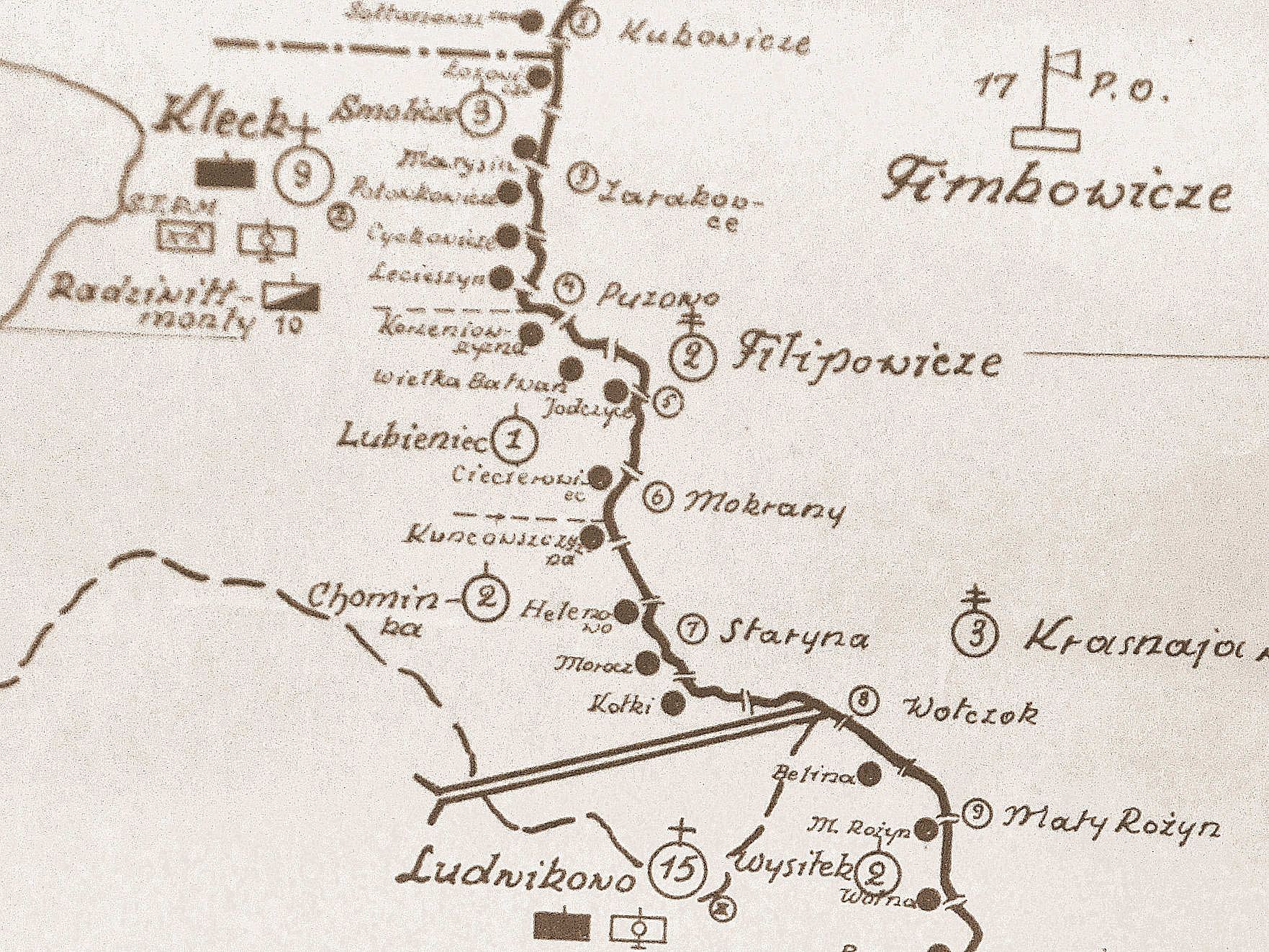
Rozmieszczenie batalionu KOP „Kleck” w 1931

Podstawową jednostką taktyczną Korpusu Ochrony Pogranicza przeznaczoną do pełnienia służby ochronnej był batalion graniczny. Odcinek batalionu dzielił się na pododcinki kompanii, a te z kolei na pododcinki strażnic, które były „zasadniczymi jednostkami pełniącymi służbę ochronną”, w sile półplutonu. Służba ochronna pełniona była systemem zmiennym, polegającym na stałym patrolowaniu strefy nadgranicznej, wystawianiu posterunków alarmowych, obserwacyjnych i kontrolnych stałych, patrolowaniu i organizowaniu zasadzek w miejscach rozpoznanych jako niebezpieczne, kontrolowaniu dokumentów i zatrzymywaniu osób podejrzanych, a także utrzymywaniu ścisłej łączności między oddziałami i władzami administracyjnymi. Strażnice KOP stanowiły pierwszy rzut ugrupowania kordonowego Korpusu Ochrony Pogranicza.
Strażnica KOP „Wielka Bałwań” w 1932 ochraniała pododcinek granicy państwowej szerokości 3 kilometrów 105 metrów od słupa granicznego nr 908 do 913, a w 1938 pododcinek szerokości 5 kilometrów 100 metrów od słupa granicznego nr 906 do 916.
Sąsiednie strażnice:
- 81 strażnica KOP „Korzeniowszczyzna” ⇔ 83 strażnica KOP „Jodczyce” - 1928[3], 1929[4], 1931[5] , 1932[6], 1934[7]
- strażnica KOP „Korzeniowszczyzna” ⇔ 84 strażnica KOP „Ciecierowiec” - 1938[8]

## Walka o strażnicę w 1939
Rano 17 września 1939 pogranicznicy z 17 oddziału ochrony pogranicza NKWD zaatakowali strażnicę i do 7:35 opanowali ją.